# 沈相進
沈 相進（シム・サンジン、朝鮮語: 심상진、1944年11月5日 - ）は、朝鮮民主主義人民共和国の政治家。朝鮮仏教徒連盟中央委員会委員長、最高人民会議常任委員会委員、祖国統一汎民族連合中央委員会委員などを歴任した。

## 経歴
1944年に日本統治下の咸鏡南道(現両江道)で生まれた。1964年に文化財保存総局部長に就任し、1969年まで務めた。1974年に朝鮮仏教徒連盟中央委員会書記長に転じ、1990年9月には祖国統一汎民族連合中央委員会委員に任命された。2000年に訪朝した韓国仏教団体の僧侶と会談を行った。2004年には日本に設置されていた北関大捷碑の返還を求めて、韓国の仏教団体に連携を求める文書を送付し、2006年3月に返還されると復元記念式に出席した。2004年12月に6.15宣言実践北側準備委員会委員に任命され、2005年10月に朝鮮仏教徒連盟副委員長に昇進した。2008年7月には朝鮮仏教徒連盟委員長に進み、2009年3月に最高人民会議第12期代議員に選出された。同年4月9日に開催された最高人民会議第12期第1回会議で、最高人民会議常任委員会委員に選出された。2011年9月には普賢寺で開催された八万大蔵経千年記念祖国統一祈願南北仏教徒合同法会に、曹渓宗僧侶と参加した。2012年11月に朝鮮仏教徒連盟委員長を解任され、2013年3月に実施された最高人民会議13期代議員選挙で脱落した。

## 参考サイト
- 북한정보포털

| 先代リュ・ヨンソン | 朝鮮仏教徒連盟中央委員会委員長2008年 - 2012年 | 次代康寿麟 |